# Дубинная война
Дубинная война (фин. Nuijasota, nuija — дубина, sota — война; швед. Klubbekriget) — антифеодальное крестьянское восстание в Финляндии (в то время — Финляндском Великом Княжестве в составе Швеции) в 1596—1597 годах. Название «дубинная», по-видимому, происходит от основного вида оружия восставших крестьян.
См. также Дубина народной войны.

## Ход восстания
Причинами восстания послужили разорение страны во время русско-шведской войны 1590—1595 годов, рекрутчина, введение драконовских налогов, всё большее увеличение феодальных повинностей. Дубинная война вспыхнула в условиях борьбы между шведской знатью в Финляндии во главе с наместником Класом Флемингом и правителем Швеции герцогом Карлом.
Первые выступления произошли в ноябре 1596 года на юге области Остроботния; вождём выступлений был Яакко Илкка (ок. 1550—1597). Разгромив правительственные войска при Исокюрё, крестьяне двинулись тремя отрядами общей численностью около 35 тысяч человек к Турку, разоряя имения феодалов и расправляясь с дворянами и сборщиками налогов. Однако разобщённость восставших не позволила им закрепить успех. В декабре 1596 года — феврале 1597 года войска Флеминга подавили восстание, а его вождь Илкка был схвачен и казнён через четвертование. Дубинная война стала самым крупным крестьянским восстанием в Финляндии, память о котором передавалась из уст в уста, получив отражение и в финском фольклоре.
В результате Дубинной войны погибло и было казнено более трёх тысяч крестьян. Если исходить из соотношения погибших с числом жителей Финляндии в то время, эта цифра является очень большой: около 1 % от общего населения страны.

## Последствия
Клас Флеминг был сторонником Сигизмунда III Вазы, после поражения в войне последнего, герцог Карл, будущий король Швеции, легко захватил ослабленную борьбой Финляндию и казнил сторонников Сигизмунда.